# بیمارستان جم
بیمارستان جم بیمارستانی خصوصی در مرکز تهران است که ساخت آن در سال ۱۳۴۷ خورشیدی با همکاری گروهی از پزشکان آغاز شد و در سال ۱۳۵۰ به بهره‌برداری رسید. در حال حاضر دکتر شهرام تقديسي مدیر عامل این بیمارستان می‌باشد. بنای مفید بیمارستان بالغ بر ۹ هزار مترمربع است و دارای ۱۲۸ تخت بیمارستانی است.

## تاریخچه
در سال‌های میانی دهه ۱۳۴۰ شمسی، اساتید نامداری همچون «حسن هاشمیان» و «ابراهیم سمیعی» به تشویق «عبداله علیخانی» بر آن شدند تا با تأسیس گروه پزشکان «جم» بیمارستانی با فناوری به روز و پیشرفته را برای ارائه خدمات درمانی برتر تأسیس کنند.
پس از بررسی‌های لازم، زمین فعلی بیمارستان در مجاورت خیابان تخت طاووس (مطهری فعلی) به مساحت ۴۰۰۰ مترمربع خریداری شده و مسئولیت طراحی و اجراء ساختمان بیمارستان به شرکت مهندسی «گروه چهار» محول گردید. در شهریور ۱۳۴۷ ساخت بیمارستان آغاز شده و در سال ۱۳۴۹ پایان یافت و بیمارستان جم با زیربنای ۹۰۰۰ متر مربع، ۱۲۸ تخت بستری، ۳ اتاق عمل پیشرفته و مجهز به پیشرفته‌ترین دستگاه‌های رادیولوژی و تجهیزات قلبی در سال ۱۳۵۰ به بهره‌برداری رسید.
بیمارستان جم نخستین بیمارستان خصوصی تهران بود که مجهز به دستگاه رادیوایزوتوپ گردید و بدین ترتیب امکان بررسی بیماری‌های تیروئید که در ایران بسیار شایع بود میسر گردید. با گذشت زمانی کوتاه، شمار دیگری از پزشکان مشهور تهران نیز به هسته اصلی بیمارستان جم پیوستند و بدین ترتیب در اوایل دههٔ ۱۳۵۰ خورشیدی گروهی از پزشکان متخصص در این بیمارستان شروع به فعالیت نمودند.

## بخش‌های تخصصی بیمارستان

### کلینیک‌های تخصصی
کلینیک آلرژی و ایمونولوژی
کلینیک ارتوپدی
کلینیک اطفال و نوزادان
کلینیک اورولوژی
کلینیک بیهوشی
کلینیک پوست و مو
کلینیک تغذیه و رژیم درمانی
کلینیک جراحی عمومی
کلینیک جراحی زیبایی و پلاستیک
کلینیک جراحی مغز و اعصاب
کلینیک چشم‌پزشکی
کلینیک چکاپ
کلینیک خون و آنکولوژی
کلینیک داخلی
کلینیک داخلی مغز و اعصاب
کلینیک درد
کلینیک روان‌شناسی
کلینیک روماتولوژی
کلینیک ریه
کلینیک زنان و ناباروری
کلینیک سقط‌های مکرر جنین
کلینیک سلامت جنسی
کلینیک عفونی
کلینیک غدد
کلینیک قلب و عروق
کلینیک گوارش
کلینیک گوش و حلق و بینی
کلینیک نفرولوژی

### پارا کلینیک‌ها
آزمایشگاه - پاتولوژی
بازتوانی قلبی
پزشکی هسته ای
تصویربرداری (رادیولوژی - سونوگرافی)
داروخانه
دندانپزشکی
سی تی آنژیو
شنوایی سنجی و سمعک
فیزیوتراپی

### بخش‌های بستری
بخش CCU
بخش Day Care
بخش (ICU-G (General
بخش ICU-OH
بخش NICU
بخش اتاق‌های عمل جنرال و قلب
بخش اورژانس و تریاژ
بخش بلوک زایمان
بخش دیالیز
بخش زنان
بخش کت لب و الکترو فیزیولوژی قلب
بخش نوزادان